# Бой под Хаслах-Юнгингеном
Бой под Хаслах-Юнгингеном (фр. Bataille de Haslach-Jungingen) или Бой при Альбеке — один из боёв, произошедший во время Войны третьей коалиции 11 октября 1805 года у немецкого города Юнгинген, к северу от Ульма, между французскими и австрийскими войсками.

## Предыстория
Во время Ульмской кампании Великая армия Наполеона провела манёвр по окружению вражеской австрийской армии во главе с Карлом Маком. После пересечения Рейна французские порядки находились лицом к востоку. От Дуная, используя 6-й корпус маршала Мишеля Нея как стержень, Великая армия осуществила разворот, и теперь большая часть солдат были лицом к западу. Таким образом, основная часть австрийской армии, дислоцированная у Ульма, оказалась в ловушке, хотя Наполеон не знал точно, где расположено большинство вражеских подразделений.
Французы считали, что австрийский гарнизон Ульма представлял собой лишь арьергард, а не всю австрийскую армию. Маршал Мюрат был Наполеоном временно поставлен во главе всех войск у Ульма. 6-й корпус в этот момент располагался на северном берегу Дуная, а 5-й маршала Ланна — на южном берегу. Оба двигались в сторону Ульма.
11 октября Мюрат приказал маршалу Нею, чтобы он переместил большую часть своего 6-го корпуса на южный берег Дуная. Ней утверждал, что силы, оставляемые на северном берегу, слишком малы, но Мюрат не внял его совету. Ней неохотно выполнил приказ, оставив только дивизию генерала Пьера Дюпона на северном берегу, но придав ему 1-й гусарский полк.

## Ход боя
Бой начался, когда Мак и эрцгерцог Фердинанд сделали попытку вырваться из окружения под Ульмом. В тот же день Дюпон оказался один на один с идущей с востока вдоль берега Дуная 25 000 австрийских солдат, из которых 10 000 были кавалеристами. Дюпон чувствовал, что отступление перерастёт в преследование, поэтому он решился атаковать численно превосходящих австрийцев. Он также выразил надежду, что дерзкая атака создаст впечатление у противника, что его армия более многочисленна, чем было на самом деле.
В распоряжении Дюпона находилось 4100 солдат его 1-й пехотной дивизии 6-го корпуса: два батальона 9-го полка лёгкой пехоты и по два батальона 32-го и 96-го полков линейной пехоты под командованием бригадных генералов Мари-Франсуа Руйе и Жана Маршана, а также приданые ему 900 всадников (1-й гусарский, 15-й и 17-й драгунские) под командованием бригадного генерала Луи Саюка.
В течение дня французы смогли провести серию атак против австрийцев в селе Ульм-Юнгинген к западу от Альбека. Здесь 9-м пехотным полком была занята церковь. Руйе укрепил церковь и послал стрелков встречать австрийские атаки. Затем он послал вперед резервные силы, которые атаковали австрийцев, когда они собирались штурмовать церковь. Мак не смог эффективно использовать своё превосходство в кавалерии, поскольку леса защищали французские фланги. Поскольку сражение не заканчивалось, фельдмаршал Мак пришел к убеждению, что французские войска — это авангард большой армии, а не изолированная группа. Эта ошибка позволила Дюпону с наступлением темноты совершить манёвр и захватить в плен 4000 австрийцев и 2 пушки и отправиться в сторону Бренца. Кроме того, австрийцы потеряли 1500 человек убитыми и ранеными. Мак был легко ранен и удалился обратно в Ульм.

## Результаты
Ошибка Мюрата дала Маку отличную возможность прорваться на восток по северному берегу Дуная. Однако слабое руководство Мака и агрессивные действия Дюпона не позволили австрийцам вырваться из французской ловушки. После боя под Ульм-Юнгингеном разразился яростный спор между Неем и Мюратом о том, кто был ответственен за опасность, в которую попал Дюпон. Наполеон вмешался в этот спор и, в конце концов, поддержал Нея.